# Hans Petzsch
Karl Robert Ludwig Hans Petzsch (* 27. März 1910 in Dresden; † 10. Oktober 1974 in Halle (Saale); genannt „Hamster-Petzsch“) war ein deutscher Zoologe und Direktor des Dresdner Zoos (1937–1945) sowie des Hallenser Zoos (1951–1959).

## Leben
Hans Petzsch wurde am 27. März 1910 in Pesterwitz bei Dresden geboren. Seine Eltern waren Margarethe Petzsch, geborene Müller, sowie Georg Petzsch, ein freischaffender Kulturhistoriker und Heimatforscher. Sein Großvater Robert Petzsch war ein bedeutender Radierer und Kupferstecher. Petzsch wuchs in Pesterwitz auf und ging dort von 1916 bis 1924 in die Volksschule. Bis 1928 besuchte er in Dresden die Realschule und legte 1931 am St.-Benno-Gymnasium das Abitur ab. Bereits zum 1. Dezember 1931 trat er der NSDAP bei (Mitgliedsnummer 821.419). Er nahm danach an der Technischen Hochschule Dresden das Studium der angewandten Zoologie und Botanik sowie der Fächer Mineralogie, Philosophie und Pädagogik auf. Nach einem Semester in Halle schloss er 1935 in Dresden sein Studium mit dem Staatsexamen ab. 1936 wurde er als einer der letzten Doktoranden von Gustav Brandes mit einer Arbeit über Winterschlaf und Überwinterung des Feldhamsters zum Dr. rer. tech. promoviert.
Nach vorübergehender Tätigkeit im Arbeitsamt Freital trat Petzsch am 1. April 1937 eine Stelle als wissenschaftlicher Assistent im Zoo Dresden an. Zwei Jahre später wurde er zum Zoodirektor berufen und hatte damit die Gesamtleitung inne. Als eine seiner ersten Amtshandlungen hob er das Hausverbot für Gustav Brandes auf. Im August 1939 wurde Petzsch zum Militär eingezogen. Den Zoo konnte er nur noch während des Urlaubs von der Front leiten. Bei seiner Entlassung aus sowjetischer Kriegsgefangenschaft im September 1946 war sein Dienstverhältnis mit dem Dresdener Zoo längst beendet worden. Einer Weiterbeschäftigung stand aber auch Petzschs frühere NSDAP-Mitgliedschaft im Wege. So arbeitete er zunächst in der Landwirtschaft, 1949/1950 als freischaffender Fachautor und Gutachter und ab 1. August 1950 als wissenschaftlich-technischer Leiter beim VEB Ernährungsschutz und Schädlingsbekämpfung für Sachsen in Dresden.
Am 1. Februar 1951 trat Petzsch die Nachfolge von Hans Voß als Direktor des Zoologischen Gartens Halle an. 1951 nahm er einen Lehrauftrag für Tierökologie an der Universität Halle an, und am 4. November 1952 folgte die Habilitation. Ab Jahresbeginn 1953 war Petzsch nebenberuflicher Dozent für Zoologie. Den Professorentitel verlieh ihm die Martin-Luther-Universität 1956. In diesen Jahren gelang es ihm, dem Zoo Halle wieder einen ersten Elefanten und ein Flusspferd zu beschaffen. Doch Reparaturen gingen schleppend voran, für umfangreichere Tierkäufe fehlten Devisen und die Entlohnung der Mitarbeiter war gering. So reichte Petzsch am 30. Juni 1957 als Zeichen seines Protests die Kündigung als Zoodirektor ein. Die Kündigung wurde nicht wirksam und Petzsch blieb weiter im Amt. 1957/58 amtierte Petzsch noch als Präsident des Verbandes Deutscher Zoodirektoren. Am 22. Juni 1959 folgte die fristlose Entlassung durch Aufkündigung des Einzelvertrages, wodurch Petzsch auch den Anspruch auf Altersversorgung verlor. Auslöser für die Kündigung war wohl ein Vorfall im Mai, als Petzsch unter dem Einfluss von Alkohol und in Anwesenheit eines Volkspolizei-Helfers unter anderem äußerte: „Grotewohl geht ja noch, aber der Spitzbart muß weg, weg, weg.“
In den darauffolgenden Jahren lebte Petzsch als freischaffender Autor in Halle und verfasste unter anderem den umfangreichen Säugetierband des Urania-Tierreichs. In der Geiststraße 22 verstand es der gleichfalls kunst- und literaturverständige Zoologe, einen großen Kreis an Wissenschaftlern und Künstlern um sich zu scharen. Seine Aktivitäten in zahlreichen Gesellschaften und Verbänden spiegelten die vielseitigen Interessen wider. So war Petzsch unter anderem Mitglied der Deutschen Gesellschaft für Säugetierkunde, der Deutschen Zoologischen Gesellschaft, des Verbandes Deutscher Zoodirektoren, der Internationalen Union von Direktoren Zoologischer Gärten sowie der Deutschen Goethe-Gesellschaft Weimar und der Deutschen Gesellschaft für die Geschichte der Medizin. Rund 300 Publikationen stammen aus seiner Feder. Den Spitznamen „Hamster-Petzsch“ hatte er sich als profunder Hamsterkenner und Spezialist für Schadnager erworben.
Ein Erlebnis aus seiner Jugendzeit mag für die Liebe zur Literatur prägend gewesen sein. So berichtete Petzsch, wie er als Student in den 1930er Jahren in Paule Holferts Weinschank in Pesterwitz Gerhart Hauptmann traf, der damals gerade in Dresden weilte. Hauptmann gab sich nicht zu erkennen und vermutete in Petzsch einen belesenen Schuhmacher, weil der gerade Schuhe vom Schuster geholt und über der Schulter baumeln hatte. Beide unterhielten sich zwei Stunden lang. Der Student, der genau wusste, wer ihm gegenübersaß, brillierte mit seinen Kenntnissen über Hauptmanns Werke. Zum Ende des Gesprächs meinte Hauptmann beeindruckt: „Wissen Sie, ich hätte nie erwartet, dass hier draußen, vor den Toren Dresdens, in dieser abgelegenen Ecke ein einfacher Schuhmacher so viel über meine Werke und über mich selbst zu sagen weiß. Ich bin nämlich Gerhart Hauptmann.“

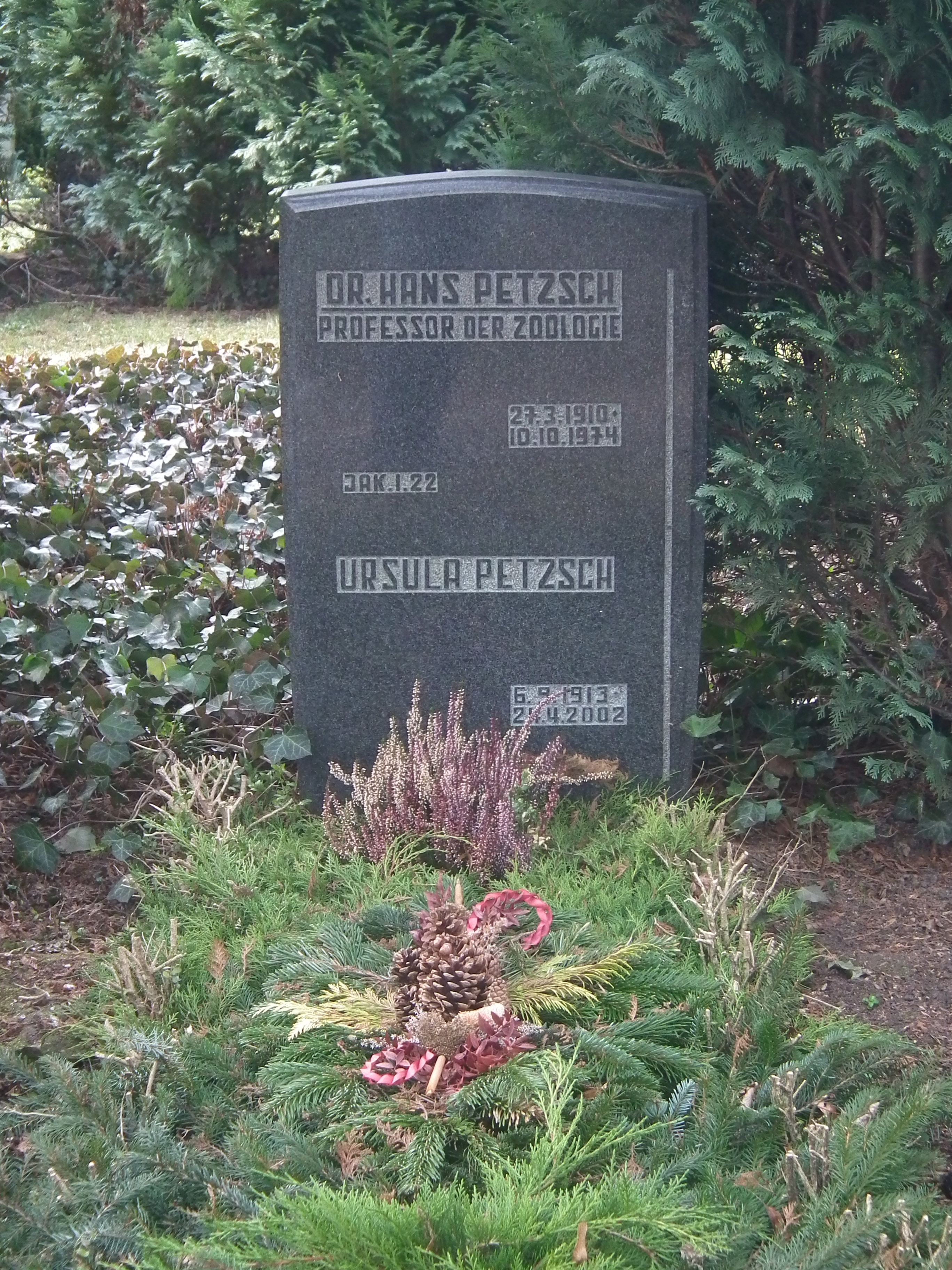
Grabstein von Hans Petzsch in Pesterwitz

Am 10. Oktober 1974 verstarb Hans Petzsch im Alter von 64 Jahren an den Folgen eines Schlaganfalls in Halle. Er wurde dort auf dem Laurentius-Friedhof bestattet und im Mai 2002 nach Pesterwitz umgebettet.

## Werke und Veröffentlichungen
- Beiträge zur Biologie, insbesondere Fortpflanzungsbiologie des Hamsters (Cricetus cricetus L.). Ergebnisse und Probleme (= Monographien der Wildsäugetiere. Band 1). In: Zeitschrift für Kleintierkunde und Pelztierkunde. Kleintier und Pelztier. Band 12, Nummer 1, 1936.
- Bemerkungen zur Melanismus- und Farbspielfrage beim Hamster. In: Zeitschrift für Säugetierkunde. Band 11, 1936, S. 343–344.
- Neue Fundnachweise von Farbspielen des Hamsters (Cricetus cricetus L.). In: Zoologischer Anzeiger. Band 125, Nr. 9/19, S. 269–270.
- Uber anomale Weißscheckung bei der Hausmaus (Mus musculus) und beim Hamster (Cricetus cricetus). In: Mitteilungen Museum für Naturkunde und Vorgeschichte und Naturwissenschaftlicher Arbeitskreis. Band 2, Nr. 1, 1949, S. 1–8.
- Erfassung des Artenspektrums der im Kleinen Haff vorkommenden Oligochaeten und ihre Verteilung unter besonderer Berücksichtigung der Sedimentstruktur. Sedimentabhängiges Auftreten der Tubificidae im Kleinen Haff. Zusammen mit Volkmar Kohler, 1950.
- Der Hamster. 1950, ISBN 3-89432-154-7.
- Neue Beobachtungen an gefangenen Mesocricetus auratus Waterhouse hinsichtlich deren eventuelle Einbürgerungsgefahr als Schadnagetier, nebst diesbezüglichen Bemerkungen über Cricetus cricetus L. In: Zeitschrift für hygienische Zoologie. Band 39, 1951, S. 199–204.
- Erster belegter Fund eines melanistischen Hamsters (Cricetus cricetus) aus der Umgebung von Dresden. In: Säugetierkundliche Mitteilungen. Band 6,1958, S. 78–79.
- “Eisengraues” Farbspiel des Hamsters (Cricetus cricetus cricetus Linné, 1758). In: Zoologischer Anzeiger. Band 165, Nr. 11/12, 1960, S. 418–422.
- Zum Problem des Vererbungsmodus für Melanismus bei dem gemeinen Hamster (Cricetus cricetus L.) in Hinsicht auf die Evolution. In: Der Zoologische Garten (N.F.). Band 22, Nr. 1/3, 1956, S. 119–154.
- Gustav Brandes und sein Erbe: 52 Jahre Wechselbeziehungen zwischen Universität Halle-Wittenberg und Zoologischem Garten Halle. In: Wissenschaftliche Zeitschrift der Martin-Luther Universität Halle-Wittenberg. Mathematisch-Naturwissenschaftliche Reihe. Band 2, Nr. 11, 1953, S. 801–815.
- Wie ihr aus Dunst und Nebel um mich steigt. 1964.
- Urania-Tierreich. Band: Säugetiere. 1. Auflage. Urania-Verlag, Leipzig/Jena/Berlin 1966.
- Säugetiere. Interessant und farbig. Urania-Verlag, Leipzig/Jena/Berlin 1968.
- Die Katzen. Urania-Verlag, Leipzig/Jena/Berlin 1968.
- Max – unser Igel: Eine Igel-Lebensgeschichte. 1969.
- Neue große Tier-Enzyklopädie. Band 1: Säugetiere. Fackelverlag, Stuttgart 1971 (Lizenzausgabe von Urania-Tierreich).
- Urania-Tierreich – Säugetiere. Urania-Verlag, Berlin 2000, ISBN 3-332-01173-1.
- Hans Petzsch: Arnold Jacobi. In: Neue Deutsche Biographie (NDB). Band 10, Duncker & Humblot, Berlin 1974, ISBN 3-428-00191-5, S. 220 f. (Digitalisat).